# Zimmeriana spinicauda
Zimmeriana spinicauda är en kräftdjursart som först beskrevs av Hale 1946.  Zimmeriana spinicauda ingår i släktet Zimmeriana och familjen Gynodiastylidae. Inga underarter finns listade i Catalogue of Life.